# 羅曼基
50°57′28″N 30°58′26″E / 50.95778°N 30.97389°E
羅曼基（烏克蘭語：Романьки），是烏克蘭北部切爾尼希夫州切爾尼希夫區奥斯泰尔市镇的村庄。始建於1870年，面積0.06平方公里，海拔高度110米，2001年人口125，人口密度每平方公里2,193人。